# Tony Rebel

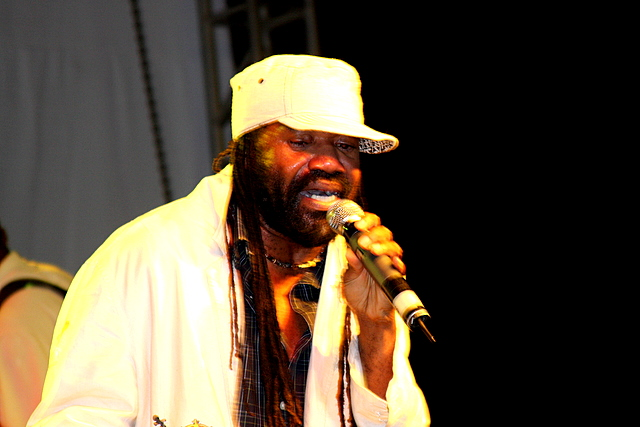
Tony Rebel (2008)

Tony Rebel (eigentlich Patrick George Anthony Barrett; * 13. Januar 1962 im Manchester Parish, Jamaika) ist ein jamaikanischer Reggae- und Dancehall-Sänger. Sein friedlicher, roots-orientierter Dancehall-Stil ist frei von Slackness oder Guntalk und will sein Publikum zu positivem Denken anregen. Er ist einer der wenigen Deejays der frühen Dancehall-Zeit, der als Rastafari bekannt ist, und als äußeres Zeichen Dreadlocks trägt.

## Karriere
Vor seinen Erfolgen in den 1990er Jahren war Tony Rebel in der jamaikanischen Dancehall-Szene schon über ein Jahrzehnt lang als Sänger bei verschiedenen Soundsystems aktiv. Für die weitere Karriere war bedeutend, dass Sugar Minott ihn 1984 nach Kingston holte, und ihn bei seinem Soundsystem mitmachen ließ. 1988 nahm Tony Rebel seine erste Single Casino auf, zu ersten Erfolgen wurden die im folgenden Jahr für Penthouse Records aufgenommenen Singles Mandela Story, Fresh Dee-Jay und Music Fraternity. Anfang der 1990er entstanden weitere, vor allem in Jamaika erfolgreiche Songs, viele in Zusammenarbeit mit bekannten Reggae-Musikern. Die erste war 1990 Instant Death von der LP Die Hard, ein Sound-Clash mit Cutty Ranks. Später folgten gemeinsame Produktionen mit Macka B, Buju Banton, Anthony Red Rose, Marcia Griffiths, Garnett Silk u. a. Im Jahr 1994 gründete Tony Rebel sein Plattenlabel Flames.
Zum international anerkannten Dancehall-Star wurde Tony Rebel spätestens mit Jah Is By My Side (Lalibela-Riddim) und dem Album If Jah (1998), das bei VP Records erschien.
Tony Rebels Song Sweet Jamaica ist Teil des Soundtracks zum Film Cool Runnings.

## Diskographie

### Alben
- Rebel With a Cause (1992), Penthouse
- Rebellious (1992), Ras
- Vibes of the Time (1993)
- If Jah (1998), VP
- Jah Is by My Side (1998), VP
- Realms of a Rebel (2001), Ras
- Connection (2004), Next Music

### Zusammenstellungen
- Collector's Series Vol. 1 – 1998, Penthouse
- Collector's Series Vol. 2 – 1999, Penthouse